# 選擇遊戲
《選擇遊戲》是一部未完成電影，由鄺庭和執導，炎亞綸、王霏霏主演。

## 演員
- 炎亞綸
- 林家棟
- 王霏霏
- 郭品超
- 譚耀文
- 狄龍
- 譚俊彥

## 拍攝
該電影在2015年11月5日在深圳市舉行拍攝記者發佈會；演員郭品超在受訪表示，電影中跑是基本入門，最大挑戰是要倒吊在海上完成任務，拍攝時又需不同角度，多方配合，絕對是我從影史上最大體能挑戰。

## 發行
2023年電影公司發布1分45秒的預告片段。

## 爭議
炎亞綸經歷未成年人性影像案後，藉著臺灣科幻電視劇《Q18量子預言》重新復出，由於在日本準備東北見面會，因此缺席2024年8月15日首映會。現場電視台門外停一台轎車掛紅底白字的布條，寫著「炎亞綸欠錢還錢」。對此，經紀公司晴空鳥回應，炎亞綸於2015年，在當時的華研國際音樂安排拍攝《選擇遊戲》，近十年一直未上映，直到2024年3月，陸續收到表明是幫派的人員，說是要代替香港電影公司來索取賠償整部電影的製作費用。

## 外部連結
- 豆瓣电影上《選擇遊戲》的資料 （简体中文）